# Ånima
Ånima es una banda de rock alternativo y progresivo coruñesa creada en 2010. Está integrada por el guitarrista y vocalista Rolo, batería y coros Dabe, en el bajo Miguel Ángel y el guitarrista Duro. Grabaron su primer álbum "Tresmilonce" después de tres años de ensayo, haciendo su presentación en directo en el Aversion Fest en Burela. En el año 2013 comparten escenario con otros grandes grupos, como The Flatliners, Def Con Dos o Mojinos Escozíos, tocando en los festivales de Resurrection Fest, FIRC, Mareira Fest, Nordestazo, Noroeste Poprock, Sada Rock, Oistes Rock y o Castelo Rock, agotando prácticamente todas las copias editadas de su primer disco. En el año 2017 se encuentran en gira de presentación de su segundo disco, "En Guerra", cuya grabación se llevó a cabo gracias a una campaña de micromecenazgo.

## Discografía
- Tresmilonce (2013)
- En Guerra (2017)